# Starotimoszkino (obwód uljanowski)
Starotimoszkino (ros. Старотимошкино) – osiedle typu miejskiego w Rosji, w obwodzie uljanowskim, w rejonie baryskim. W 2010 liczyło 3898 mieszkańców.

## Urodzeni
- Ali Abdriezakow – radziecki wojskowy.
- Chamzia Bogdanow – radziecki wojskowy.